# Organizační výbor Poslanecké sněmovny Parlamentu České republiky
Organizační výbor Poslanecké sněmovny Parlamentu ČR je jedním z výborů, který musí podle jednacího řádu Poslanecká sněmovna zřídit. Jeho hlavním úkolem je navrhovat program plenárních schůzí.
Předsedou výboru je vždy předseda Sněmovny a místopředsedy jsou všichni místopředsedové Poslanecké sněmovny.

## Předsedové v historii

### Seznam předsedů
| Jméno a příjmení         | Strana | Strana | Doba vykonávání úřadu | Foto | Link |
| ------------------------ | ------ | ------ | --------------------- | ---- | ---- |
| Milan Uhde               |        | ODS    | 1993–1996             |      | Zde  |
| Miloš Zeman              |        | ČSSD   | 1996–1998             |      | Zde  |
| Václav Klaus             |        | ODS    | 1998–2002             |      | Zde  |
| Lubomír Zaorálek         |        | ČSSD   | 2002–2006             |      | Zde  |
| Miloslav Vlček           |        | ČSSD   | 2006–2010             |      | Zde  |
| Miroslava Němcová        |        | ODS    | 2010–2013             |      | Zde  |
| Jan Hamáček              |        | ČSSD   | 2013–2017             |      | Zde  |
| Radek Vondráček          |        | ANO    | 2017–2021             |      | Zde  |
| Markéta Pekarová Adamová |        | TOP 09 | 2021–dosud            |      | Zde  |

## Organizační výbor (10. 11. 2021 – 9. 10. 2025)

### Místopředsedové výboru
- Ing. Věra Kovářová
- Ing. Jan Bartošek
- Ing. et Ing. Jan Skopeček, Ph.D.
- PhDr. Olga Richterová, Ph.D.
- Mgr. Jana Mračková Vildumetzová
- doc. Ing. Karel Havlíček, Ph.D., MBA

## Organizační výbor (24. 11. 2017 – 21. 10. 2021)

### Místopředsedové výboru
- Prof. PhDr. Petr Fiala, Ph.D., LL.M.
- JUDr. Vojtěch Filip
- Jan Hamáček
- Tomio Okamura
- Bc. Vojtěch Pikal
- Tomáš Hanzel

## Organizační výbor (27. 11. 2013 – 26. 10. 2017)

### Místopředsedové výboru
- Ing. Jan Bartošek
- MVDr. Pavel Bělobrádek, Ph.D., MPA
- JUDr. Vojtěch Filip
- Mgr. Petr Gazdík
- Ing. Jaroslava Pokorná Jermanová
- Mgr. Radek Vondráček

## Organizační výbor (24. 6. 2010 – 28. 8. 2013)

### Místopředsedové výboru
- Jan Hamáček
- ThDr. Kateřina Klasnová
- doc. Ing. Jiří Oliva, Ph.D.
- JUDr. Vlasta Parkanová
- JUDr. Jiří Pospíšil
- PhDr. Lubomír Zaorálek

## Organizační výbor (12. 9. 2006 – 3. 6. 2010)

### Místopředsedové výboru
- Miroslava Němcová
- PhDr. Lubomír Zaorálek
- Ing. Jan Kasal
- Ing. Lucie Talmanová
- JUDr. Vojtěch Filip
- RNDr. Martin Bursík

## Organizační výbor (16. 7. 2002 – 15. 6. 2006)

### Místopředsedové výboru
- JUDr. Vojtěch Filip
- Ing. Jan Kasal
- Prof. Ing. Václav Klaus, CSc.
- JUDr. Jitka Kupčová
- MUDr. Mgr. Ivan Langer
- JUDr. Hana Marvanová
- Miroslava Němcová

## Organizační výbor (22. 7. 1998 – 20. 6. 2002)

### Místopředsedové výboru
- Ing. František Brožík
- JUDr. Petra Buzková
- JUDr. Stanislav Gross
- MUDr. Mgr. Ivan Langer
- Ing. Pavel Pešek

## Organizační výbor (2. 7. 1996 – 19. 6. 1998)

### Místopředsedové výboru
- JUDr. Petra Buzková
- Mgr. Jiří Honajzer
- Ing. Jan Kasal
- Zdeněk Krampera
- Karel Ledvinka
- PhDr. Jiří Vlach
- Doc. MUDr. Jaroslav Zvěřina, CSc.

## Organizační výbor (6. 6. 1992 – 6. 6. 1996)

### Místopředsedové výboru
- JUDr. Antonín Hrazdíra
- Ing. Jan Kasal
- Karel Ledvinka
- Ing. Vítězslav Sochor
- PhDr. Jiří Vlach